# الدونت
الدونت (به اسپانیایی: Aldeonte) یک شهرستان در اسپانیا است که در سگبیا واقع شده‌است.